# Mur romain d'Aix-en-Provence
Le mur romain est un mur situé rue Gaston-de-Saporta à Aix-en-Provence. 

## Histoire
Le mur romain fait l'objet d'une inscription au titre des monuments historiques par arrêté du 21 octobre 1932.